# اعتلالات العقد القاعدية
اعتلالات العقد القاعدية هي عبارة عن مجموعة من الاضطرابات الحركية التي تحدث عندما تفشل مجموعة العقد الموجودة في الدماغ والمعروفة باسم العقد القاعدية في كبح الحركات غير المرغوب بها (اللاإرادية) أو في استثارة العصبونات المحركة العلوية بشكل صحيح لبدء الوظيفة الحركية. تشير الأبحاث إلى أن زيادة الاستثارة العصبية في العقد القاعدية تكبح العصبونات الإسقاطية المهادية القشرية. التنشيط المناسب أو إلغاء التنشيط في هذه الخلايا العصبية هو جزء لا يتجزأ من القدرة على القيام بالحركة المناسبة. إذا تسبب شيء ما فرط استثارة النوى القاعدية، فإن العصبونات المهادية القشرية البطنية الأمامية (في إيه) والعصبونات المهادية القشرية الجانبية البطنية (في أل) تصبح مثبطة بشكل شديد، وبالتالي لا يمكن للشخص بدء الحركة الإرادية. تُعرف هذه الاضطرابات باسم اضطرابات نقص الحركة. كذلك فإن الاضطرابات التي تؤدي إلى انخفاض غير طبيعي في استثارة النوى القاعدية تؤدي إلى تقليل التثبيط، وبالتالي فرط استثارة في الخلايا العصبية الإسقاطية المهادية القشرية البطنية الأمامية والبطنية الجانبية (في إيه وفي أل) التي تتشابك مع القشرة المخية. يؤدي هذا الاضطراب إلى غياب القدرة على كبح الحركات غير المرغوب فيها. تُعرف هذه الاضطرابات حينها باسم اضطرابات فرط الحركة.
أسباب الزيادة أو النقصان غير الطبيعي في الاستثارة العصبية للنوى القاعدية الدماغية ليست مفهومة جيداً بعد. يمكن أن يكون أحد العوامل المحتملة هو التراكم الطبيعي للحديد في النوى القاعدية، مما يتسبب في حدوث تنكس عصبي ضمن النوى القاعدية بسبب تداخل جزيئات الحديد في تكوين الجذور الحرة السامة. على الرغم من أن الاضطرابات الحركية هي الأكثر شيوعاً فيما يتعلّق بالنوى القاعدية للدماغ، إلا أن الأبحاث الطبية الحديثة تظهر أن اضطرابات النوى القاعدية يمكن أن تؤدي إلى اختلالات وظيفية أخرى مثل الوسواس القهري (أو سي دي) ومتلازمة توريتي.

## دارات النوى القاعدية الدماغية
النوى القاعدية هي مجموعة بنى متوضعة في الدماغ. وتشمل هذه البنى الجسم المخطط (المكون من نواة بوتامين والنوى المذنبة)، الكرة الشاحبة، المادة السوداء، والنواة تحت المهاد. إلى جانب بنى هيكلية أخرى، تعتبر النوى القاعدية جزء من دارة عصبية أساسية في تنظيم الوظيفة الحركية الإرادية. كان يُعتقد سابقاً أن الوظيفة الأساسية للنوى القاعدية هي دمج السيالات العصبية من القشرة الدماغية، ونقل المعلومات إلى القشرة الحركية عبر المهاد. أظهرت الأبحاث أن النوى القاعدية يمكن اعتبارها جزء من الدارات القشرية وتحت القشرية الصادرة والواردة المتوازية، والتي تنشأ في المناطق القشرية، وتعبر النوى القاعدية لتنتهي في مناطق محددة في الفص الجبهي. يُعتقد أن هذه المناطق لا تتحكم في الوظيفة الحركية فحسب، بل تتحكم أيضاً في المناطق الحركية العينية والجبهية والترابطية والحوفية. أدى فهم هذه الدارات إلى تقدّم كبير في فهم اضطرابات النوى القاعدية الدماغية.

### السبيل المباشر
من بين جميع الدارات المعروفة، تعد الدارة الحركية هي الأكثر دراسة نظراً لأهميتها في الاضطرابات الحركية. السبيل المباشر للدارة الحركية هو السبيل الذي تنتقل فيه السيالات العصبية من القشرة إلى نواة بوتامين ثم مباشرةً إلى الجزء الداخلي من الكرة الشاحبة (جي بي آي المعروف أيضًا باسم جي بي-الناصف) أو الجسيمات الشبكية للمادة السوداء (أس أن آر) ثم يتم توجيه هذه السيالات نحو النواة الأمامية البطنية (في أيه)، والنواة الجانبية البطنية للمهاد (في أل) وجذع الدماغ. من خلال هذا السبيل، تكون النوى القاعدية قادرة على بدء الحركات الإرادية عن طريق إزالة تثبيط الخلايا العصبية المهادية التي تحرك الخلايا العصبية الحركية العليا أو العصبون المحرك العلوي. يتم تنظيم هذه العملية عن طريق الدوبامين الذي يفرزه الجسم المخطط نحو مستقبلات الدوبامين دي ون على الجسيمات الشبكية للمادة السوداء. يثير الدوبامين الخلايا العصبية للجسم المخطط في السبيل المباشر. يعد إطلاق الدوبامين في الجسم المخطط بشكل صحيح جزء أساسي في كبح الاستثارة في النوى القاعدية، وهو أمر ضروري لزيادة نشاط الخلايا العصبية المهادية. وهذا النشاط في نوى المهاد هو جزء أساسي للحركة الإرادية.

### السبيل غير المباشر
يُعتقد أن السبيل غير المباشر للدارة الحركية يمتد من القشرة المخية إلى نواة بوتامين ثم إلى المهاد وجذع الدماغ بشكل غير مباشر عن طريق المرور عبر الجزء الخارجي من الكرة الشاحبة (جي بي أي) ثم النواة تحت المهادية (أس تي أن) قبل أن تعود مرة أخرى إلى الجزء الداخلي من الكرة الشاحبة (جي بي آي). السبيل غير المباشر مسؤول عن إنهاء الحركة. يمنع السبيل غير المباشر الحركات غير المرغوب فيها واللاإرادية عن طريق زيادة الاستثارات العصبية المتزامنة في عصبونات جي بي آي وأس أن آر العديدة. على غرار السبيل المباشر، يتم تنظيم السبيل غير المباشر بواسطة الدوبامين المفرز من الجسم المخطط. تمنع مستقبلات الدوبامين دي 2 النقل العصبي عبر السبيل غير المباشر. تثبط مستقبلات دي 2 الخلايا العصبية للجسم المخطط في السبيل غير المباشر المُثبِط. هذا التأثير المثبط للدوبامين على السبيل غير المباشر يخدم نفس وظيفة تأثيره المحفز في السبيل المباشر حيث يقلل من استثارة النوى القاعدية، مما يؤدي إلى إزالة التثبيط عن الخلايا العصبية الحركية.

## الأمراض المرافقة

### اضطرابات نقص الحركة
اضطرابات نقص الحركة هي اضطرابات حركية توصف بأنها تؤدي إلى ضعف في الوظيفة الحركية. يُعزى هذا إلى معدل استثارة النوى القاعدية الأعلى من الطبيعي مما يتسبب في تثبيط الخلايا العصبية الحركية المهادية القشرية.

#### الباركنسونية
تُعزى صلابة العضلات، ورجفان الراحة، والبطء في بدء وتنفيذ الحركات، وهي الأعراض الحركية الأساسية لمرض باركنسون، إلى انخفاض نشاط الدوبامين في المناطق الحركية للنوى القاعدية، وخاصة نواة بوتامين، بسبب انخفاض التعصيب التدريجي للجسيمات الشبكية في المادة السوداء. يُعتقد أن العيوب الحركية الأخرى والأعراض غير الحركية الشائعة لمرض باركنسون مثل الاضطرابات الإنباتية، والضعف الإدراكي، وصعوبات المشي والتوازن، ناتجة عن تغيرات مرضية متقدمة واسعة النطاق تبدأ في الجزء السفلي من جذع الدماغ وتصعد إلى الدماغ المتوسط واللوزة والمهاد وفي النهاية تصل إلى القشرة الدماغية.

### اضطرابات فرط الحركة
اضطرابات فرط الحركة هي اضطرابات حركية تتميز بزيادة الوظيفة الحركية التي لا يمكن السيطرة عليها. وهي ناتجة عن انخفاض الاستثارة في النوى القاعدية، مما يؤدي إلى زيادة في الوظيفة المهادية القشرية مما يؤدي إلى عدم القدرة على إيقاف الحركة غير المرغوب فيها.

#### داء هانتنغتون
داء هانتنغتون هو مرض وراثي يسبب عيوباً سلوكية وإدراكية وحركات تشنجية سريعة غير إرادية. ينشأ داء هانتنغتون بسبب عيب وراثي يحدث فيه تكرار موسع لـ سي آيه جي في جين هانتنغتون (إتش تي تي) الموجود على الذراع القصير (بي) من الكروموسوم 4. تظهر الأدلة أن النوى القاعدية لدى مرضى داء هانتنغتون تُظهر انخفاضاً في نشاط السبيل المتقدّري، المركب II-III. وهذه الاضطرابات غالباً ما ترتبط بتنكس في النوى القاعدية. يؤدي هذا التدهور في الخلايا العصبية للجسم المخطط الُعصّبة لـ جي بي إي إلى إزالة تثبيط السبيل غير المباشر، وزيادة تثبيط النواة تحت المهاد، وبالتالي انخفاض الاستثارة في النوى القاعدية. يؤدي هذا التنكس العصبي في النهاية إلى الوفاة في غضون 10 إلى 20 عام.